# Nabil Karoui

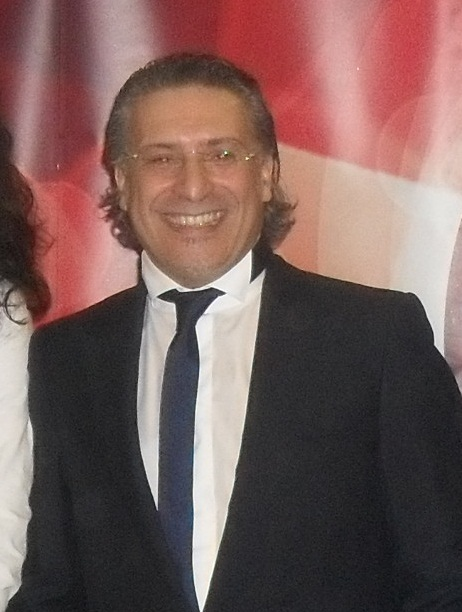
Nabil Karoui

Nabil Karoui (arabisch نبيل القروي, DMG Nabīl al-Qarawī; * 1. August 1963 in Bizerte) ist ein tunesischer Unternehmer und Politiker. Als eine der Schlüsselfiguren in der tunesischen Medienlandschaft ist er CEO von Karoui & Karoui World und Eigentümer des tunesischen Fernsehsenders Nessma TV. Karoui kandidierte für die tunesischen Präsidentschaftswahlen 2019, qualifizierte sich für die Stichwahl und wurde dort mit rund 27 Prozent der Stimmen Zweiter.

## Leben
Karoui studierte an der Universität Aix-Marseille und begann danach für mehrere multinationale Unternehmen zu arbeiten. Nachdem er für Colgate-Palmolive im Vertrieb in Frankreich gearbeitet hatte, trat er dem Vertriebs- und Marketingteam des deutschen Unternehmens Henkel bei. Dort wurde er von einem Personalvermittler angesprochen, um für die nordafrikanische Division von Canal+ zu arbeiten, wo er zwei Jahre lang tätig war. 1996 gründete er mit seinem Bruder Ghazi das Medienunternehmen KNRG und 2002 das PR-Unternehmen Karoui & Karoui World, welches später zu einem der größten Medienunternehmen in Nordafrika wurde. Parallel zu seiner internationalen Öffentlichkeitsarbeit baute Karoui das Inlandsgeschäft aus und gründete Tochterunternehmen für audiovisuelle Produktion, digitale Medien, Werbung und ein eigenes Plattenlabel. Im Jahr 2009 wurde er Leiter der Fernsehgesellschaft Nessma TV. 2011 wurde das Gebäude des Senders von Islamisten angegriffen, nachdem es den Film Persepolis ausgestrahlt hatte.
Zu Beginn der Revolution in Tunesien 2010/2011 berichtete Nessma ausführlich über die Proteste gegen den langjährigen Diktator Zine el-Abidine Ben Ali und gewann dadurch Beachtung und Einfluss in der Öffentlichkeit. Nach der erfolgreichen Revolution änderte Karoui das Programm des Senders von Unterhaltung zu Nachrichten und wurde zu einer der führenden Informationsquellen des Landes. Als die islamistische Ennahda die Wahl zur Verfassunggebenden Versammlung Tunesiens 2011 gewann, half er 2012 mit, die säkular ausgerichtete Partei Nidaa Tounes zu gründen. In weniger als zwei Jahren wurde Nidaa Tounes eine der größten politischen Parteien des Landes und gewann 2014 die Parlamentswahlen in Tunesien. Die Kommunikationsfirma Karoui & Karoui war maßgeblich an der Durchführung des Wahlkampfs für Nidaa Tounes beteiligt. Meinungsverschiedenheiten mit dem Parteiführer und tunesischem Präsidenten Caid Essebsi führten dazu, dass Karoui die Partei im April 2017 verließ.
Im Juni 2019 gab Karoui seine Kandidatur für die tunesischen Präsidentschaftswahlen 2019 bekannt und gründete dafür eine neue Partei namens Qalb Tunis (Herz von Tunesien). Am 8. Juli 2019 wurden Karoui und sein Bruder Ghazi wegen Geldwäsche und Unterschlagung von Geldern angeklagt. Es handelte sich hierbei um Vorwürfe, die bereits 2016 von einer Nichtregierungsorganisation erhoben worden waren. Ihre Vermögen wurden deshalb eingefroren und beiden wurde verboten, das Land zu verlassen. Karoui wurde am 23. August nach einem Haftbefehl des Berufungsgerichts Tunis verhaftet. Trotz seiner Verhaftung durfte er bei der Präsidentschaftswahl antreten, da er noch nicht rechtskräftig verurteilt wurde.
Mit 15,6 % der Stimmen wurde er Zweiter in der ersten Wahlrunde, hinter Kais Saied, womit er sich für die zweite Runde qualifizierte. Auch nach dem erfolgreichen Wahlgang wurde Karoui anfangs nicht aus der Untersuchungshaft entlassen. Er wurde am 9. Oktober aus der Haft entlassen.
Die Stichwahl verlor er mit rund 27 % der Stimmen gegen Saied.
Im August 2021 wurde Nabil Karoui in Algerien festgenommen, der Grund war illegale Einreise in das Land.

## Kontroversen
Gegner haben Karouis Einfluss in der tunesischen Medienlandschaft und die Absichten seiner karitativen Aktivitäten kritisiert. Er wurde von verschiedenen Medien mit dem ehemaligen italienischen Ministerpräsidenten Silvio Berlusconi verglichen.
2016 warf die NGO I-Watch Karoui Geldwäsche und Veruntreuung von Geldern mithilfe einer Briefkastengesellschaft vor. Eine Aufzeichnung aus dem Jahr 2017 enthüllte, wie Karoui die NGO deshalb angriff, sie als „Verräter“ und „Auslandsagenten“ bezeichnete und seine Mitarbeiter aufforderte, sie mit falschen Berichten zu verleumden.
Darüber hinaus wurden Karouis Verbindungen zum algerischen Militär und zum libyschen Islamisten Abd al-Hakim Balhadsch kritisiert.

## Privates
Karoui hatte zwei Kinder, einen Sohn und eine Tochter. Sein Sohn Khalil wurde am 21. August 2016 bei einem Autounfall in der Nähe von Gammarth bei Tunis im Alter von 21 Jahren getötet.